# 1773
Évszázadok: 17. század – 18. század – 19. század
Évtizedek: 1720-as évek – 1730-as évek – 1740-es évek – 1750-es évek – 1760-as évek – 1770-es évek – 1780-as évek – 1790-es évek – 1800-as évek – 1810-es évek – 1820-as évek
Évek: 1768 – 1769 – 1770 – 1771 –  1772 – 1773 – 1774 – 1775 – 1776 – 1777 – 1778

## Események

### Határozott dátumú események
- január 12. – Charlestonban (Dél-Karolina) megnyílik az amerikai gyarmatok első múzeuma.[1]
- január 17. – James Cook elsőként lépi át a déli sarkkört.[2]
- április 27. – Nagy-Britannia parlamentje elfogadja a teatörvényt.[3]
- május 6. – II. József német-római császár, magyar trónörökös két hónapos utazásra indul Erdélybe.[4]
- július 9. – XIV. Kelemen pápa a szerémi és a boszniai püspökségek egyesítésével megalapítja a diakovári püspökséget.[5]
- július 21. – XIV. Kelemen pápa feloszlatja a jezsuita rendet.[6]
- július 29. – Földrengés dönti romba a guatemalai kapitányság akkori fővárosát, Santiago de los Caballeros de Guatemalát, ennek következtében hamarosan a fővárost új helyére, a mai Guatemalavárosba költöztetik át.[7]
- augusztus 16. – XIV. Kelemen pápa Dominus ac redemptor noster című brévéjével feloszlatja a jezsuita rendet.[8]
- szeptember 17. – Oroszországban elkezdődik a Jemeljan Pugacsov vezette kozák felkelés(wd).[9]
- szeptember 30. – A lengyel országgyűlés jóváhagyja Lengyelország felosztását. Mindösssze két képviselő tiltakozik: Kajetan Sołtyk(wd) és Tadeusz Rejtan(wd).[10]
- december 16. – A bostoni teadélután, az amerikai függetlenségi háború előzménye.[11]

### Határozatlan dátumú események
- Felépül a Hongkongban található Hung Shing templom, mely az Ápléjcau sziget egyik fő látványossága.

## Az év témái

### 1773 a tudományban
- október 13. – Charles Messier francia csillagász felfedezi a Vadászebek csillagképben a Messier 51-et, avagy Örvény-galaxist.[12]

## Születések
- április 6. – James Mill, skót történész, közgazdász, filozófus és pszichológus († 1836)
- május 19. – Jean Charles Léonard de Sismondi, svájci közgazdász és történész († 1842)
- május 31. – Johann Ludwig Tieck, német költő, író, kiadó, műfordító, a romantika képviselője († 1853)
- június 28. – Frédéric Cuvier, francia zoológus és paleontológus, Georges Cuvier öccse († 1838)
- július 13. – Wilhelm Heinrich Wackenroder, német író († 1798)
- július 31. – Ignacio López Rayón, mexikói függetlenségi harcos, a zitácuarói junta összehívója és elnöke († 1832)
- augusztus 30. – Pollack Mihály, magyar klasszicista építész († 1855)
- október 6. – I. Lajos Fülöp, francia király († 1850)
- november 1. – Josef Klieber, osztrák szobrász, éremkészítő és festő, a bécsi képzőművészeti akadémia vezető tanára († 1850)
- november 17. – Csokonai Vitéz Mihály, magyar költő († 1805)
- december 21. – Robert Brown angol botanikus († 1858)

## Halálozások
- február 20. – Savoyai Károly Emánuel, szárd–piemonti király, Savoya és Piemont hercege (* 1701)
- március 1. – Luigi Vanvitelli, olasz mérnök, késő barokk építész (* 1700)
- július 12. – Johann Joachim Quantz, zeneszerző, fuvolaművész. II. Frigyes porosz király fuvolatanára (* 1697)
- augusztus 3. – Stanisław Konarski, lengyel pedagógus nevelési reformer, író, költő, drámaíró, piarista szerzetes (* 1700)
- december 14. – Johann Lorenz Bach, német zeneszerző (* 1695)